# Mistrovství světa v ledním hokeji žen do 18 let
Mistrovství světa v ledním hokeji žen do 18 let je pořádáno IIHF každoročně od roku 2008.

## Výsledky
| Rok     | Zlato                                          | Stříbro                                        | Bronz                                          | Místo konání        |
| ------- | ---------------------------------------------- | ---------------------------------------------- | ---------------------------------------------- | ------------------- |
| MS 2008 | USA                                            | Kanada                                         | Česko                                          | Calgary             |
| MS 2009 | USA                                            | Kanada                                         | Švédsko                                        | Füssen              |
| MS 2010 | Kanada                                         | USA                                            | Švédsko                                        | Chicago             |
| MS 2011 | USA                                            | Kanada                                         | Finsko                                         | Stockholm           |
| MS 2012 | Kanada                                         | USA                                            | Švédsko                                        | Zlín / Přerov       |
| MS 2013 | Kanada                                         | USA                                            | Švédsko                                        | Heinola / Vierumäki |
| MS 2014 | Kanada                                         | USA                                            | Česko                                          | Budapešť            |
| MS 2015 | USA                                            | Kanada                                         | Rusko                                          | Buffalo             |
| MS 2016 | USA                                            | Kanada                                         | Švédsko                                        | St. Catharines      |
| MS 2017 | USA                                            | Kanada                                         | Rusko                                          | Zlín / Přerov       |
| MS 2018 | USA                                            | Švédsko                                        | Kanada                                         | Dmitrov             |
| MS 2019 | Kanada                                         | USA                                            | Finsko                                         | Obihiro             |
| MS 2020 | USA                                            | Kanada                                         | Rusko                                          | Bratislava          |
| MS 2021 | Zrušeno 17. září 2020 kvůli pandemii covidu-19 | Zrušeno 17. září 2020 kvůli pandemii covidu-19 | Zrušeno 17. září 2020 kvůli pandemii covidu-19 | Linköping / Mölby   |
| MS 2022 | Kanada                                         | USA                                            | Finsko                                         | Madison / Middleton |
| MS 2023 | Kanada                                         | Švédsko                                        | USA                                            | Östersund           |
| MS 2024 | USA                                            | Česko                                          | Kanada                                         | Zug                 |
| MS 2025 | Kanada                                         | USA                                            | Česko                                          | Vantaa              |
| MS 2026 | —                                              | —                                              | —                                              | Sydney, Membertou   |

## Medailový stav podle zemí (k roku 2025)
| №  | Země    | Zlato | Stříbro | Bronz | Celkem |
| 1. | USA     | 9     | 7       | 1     | 17     |
| 2. | Kanada  | 8     | 7       | 2     | 17     |
| 3. | Švédsko | 0     | 2       | 5     | 7      |
| 4. | Česko   | 0     | 1       | 3     | 4      |
| 5. | Rusko   | 0     | 0       | 3     | 3      |
| 5. | Finsko  | 0     | 0       | 3     | 3      |

## Pořadatelství
| země      | 1    | 2    | 3    |
| --------- | ---- | ---- | ---- |
| USA       | 2010 | 2015 | 2022 |
| Kanada    | 2008 | 2016 | 2026 |
| Česko     | 2012 | 2017 |      |
| Švédsko   | 2011 | 2023 |      |
| Finsko    | 2013 | 2025 |      |
| Německo   | 2009 |      |      |
| Maďarsko  | 2014 |      |      |
| Rusko     | 2018 |      |      |
| Japonsko  | 2019 |      |      |
| Slovensko | 2020 |      |      |
| Švýcarsko | 2024 |      |      |

## Historický přehled

### Výkonnostní skupiny
| Úroveň         | Úroveň         | 08 | 09 | 10 | 11 | 12 | 13 | 14 | 15 | 16 | 17 | 18 | 19 | 20 | 21 | 22 | 23 | 24 | 25 | 26 |
| -------------- | -------------- | -- | -- | -- | -- | -- | -- | -- | -- | -- | -- | -- | -- | -- | -- | -- | -- | -- | -- | -- |
| Elitní skupina | Elitní skupina | 8  | 8  | 8  | 8  | 8  | 8  | 8  | 8  | 8  | 8  | 8  | 8  | 8  | 8  | 8  | 8  | 8  | 8  | 8  |
| Divize I       | A              | 6  | 5  | 6  | 6  | 6  | 6  | 6  | 6  | 6  | 6  | 6  | 6  | 6  | 5  | 6  | 6  | 6  | 6  | 6  |
| Divize I       | B              | 6  | 5  | 6  | 6  | 4  | 4  | 6  | 6  | 8  | 6  | 6  | 6  | 6  | 5  | 5  | 5  | 6  | 6  | 6  |
| Divize II      | A              | Ne | Ne | Ne | Ne | Ne | Ne | Ne | Ne | Ne | 4  | 5  | 7  | 4  | 3  | 9  | 6  | 6  | 6  | 6  |
| Divize II      | B              | Ne | Ne | Ne | Ne | Ne | Ne | Ne | Ne | Ne | 4  | 5  | 7  | 4  | 4  | 9  | 6  | 6  | 5  | 6  |
| Divize III     | Divize III     | Ne | Ne | Ne | Ne | Ne | Ne | Ne | Ne | Ne | Ne | Ne | Ne | Ne | Ne | Ne | Ne | Ne | 4  | 5  |

### Účast jednotlivých zemí
| Země           | 08 | 09 | 10 | 11 | 12 | 13 | 14 | 15 | 16 | 17 | 18 | 19 | 20 | 21  | 22 | 23 | 24 | 25 | 26   |
| -------------- | -- | -- | -- | -- | -- | -- | -- | -- | -- | -- | -- | -- | -- | --- | -- | -- | -- | -- | ---- |
| USA            | 1  | 1  | 2  | 1  | 2  | 2  | 2  | 1  | 1  | 1  | 1  | 2  | 1  | A1  | 2  | 3  | 1  | 2  | A    |
| Kanada         | 2  | 2  | 1  | 2  | 1  | 1  | 1  | 2  | 2  | 2  | 3  | 1  | 2  | A1  | 1  | 1  | 3  | 1  | A    |
| Švédsko        | 4  | 3  | 3  | 5  | 3  | 3  | 6  | 6  | 3  | 4  | 2  | 5  | 5  | A2  | 4  | 2  | 5  | 4  | A    |
| Česko          | 3  | 4  | 7  | 4  | 6  | 4  | 3  | 4  | 5  | 6  | 6  | 7  | 6  | A2  | 5  | 5  | 2  | 3  | A    |
| Finsko         | 6  | 5  | 5  | 3  | 5  | 5  | 5  | 5  | 6  | 5  | 5  | 3  | 4  | A1  | 3  | 4  | 4  | 6  | A    |
| Rusko          | 8  | 7  | 8  | 9  | 7  | 7  | 4  | 3  | 4  | 3  | 4  | 4  | 3  | A1  | Ne | Ne | Ne | Ne | Ne   |
| Německo        | 5  | 6  | 4  | 6  | 4  | 8  | 11 | 12 | 10 | 9  | 8  | 10 | 9  | A2  | 8  | 9  | 8  | 11 | IA   |
| Švýcarsko      | 7  | 8  | 9  | 7  | 8  | 10 | 9  | 7  | 7  | 7  | 7  | 6  | 7  | A2  | 7  | 7  | 7  | 5  | A    |
| Japonsko       | 9  | 9  | 6  | 8  | 11 | 9  | 7  | 8  | 9  | 8  | 9  | 8  | 10 | IA  | 9  | 8  | 9  | 8  | IA   |
| Maďarsko       | Ne | Ne | Ne | Ne | 9  | 6  | 8  | 13 | 13 | 12 | 13 | 11 | 11 | IA  | 12 | 12 | 11 | 9  | A    |
| Slovensko      | 11 | 11 | 11 | 10 | 14 | 13 | 13 | 11 | 11 | 10 | 10 | 9  | 8  | IA  | 6  | 6  | 6  | 7  | A    |
| Francie        | 14 | 10 | 10 | 13 | 17 | 11 | 10 | 9  | 8  | 14 | 16 | 15 | 13 | IA  | 10 | 11 | 13 | 13 | IA   |
| Rakousko       | 10 | 12 | 12 | 11 | 10 | 14 | 15 | 14 | 15 | 13 | 12 | 14 | 16 | IB  | 14 | 13 | 12 | 14 | IB   |
| Norsko         | Ne | 13 | 13 | 12 | 12 | 12 | 12 | 10 | 12 | 11 | 14 | 16 | 15 | IA  | 13 | 14 | 15 | 12 | IA   |
| Itálie         | Ne | Ne | Ne | Ne | 16 | 16 | 18 | 16 | 16 | 15 | 11 | 12 | 12 | IA  | 11 | 10 | 10 | 10 | IA   |
| Nizozemsko     | 12 | Ne | Ne | Ne | Ne | Ne | Ne | Ne | Ne | Ne | 21 | 20 | 22 | IIA | 22 | 22 | 23 | 24 | IIA  |
| Kazachstán     | 13 | Ne | 14 | 14 | 18 | 18 | 19 | 18 | 17 | 20 | 24 | 22 | 24 | IIB | 26 | 26 | 25 | 22 | IIA  |
| Velká Británie | Ne | Ne | Ne | Ne | 13 | 15 | 14 | 20 | 18 | 19 | 19 | 17 | 20 | IIA | 20 | 23 | 22 | 21 | IB   |
| Dánsko         | Ne | Ne | Ne | Ne | Ne | Ne | Ne | 15 | 14 | 16 | 15 | 13 | 14 | IB  | 18 | 15 | 14 | 15 | IA   |
| Čína           | Ne | Ne | Ne | Ne | 15 | 17 | 17 | 19 | 19 | 18 | 18 | 19 | 17 | IB  | Ne | Ne | 21 | 18 | IB   |
| Polsko         | Ne | Ne | Ne | Ne | Ne | Ne | 16 | 17 | 20 | 17 | 17 | 18 | 19 | IB  | 15 | 16 | 17 | 16 | IB   |
| Tchaj-wan      | Ne | Ne | Ne | Ne | Ne | Ne | Ne | Ne | Ne | Ne | Ne | 23 | 21 | IB  | 16 | 19 | 20 | 26 | IIB  |
| Španělsko      | Ne | Ne | Ne | Ne | Ne | Ne | Ne | Ne | Ne | 22 | 23 | 25 | 25 | IIA | 19 | 17 | 16 | 17 | IB   |
| Jižní Korea    | Ne | Ne | Ne | Ne | Ne | Ne | Ne | Ne | Ne | Ne | Ne | 21 | 18 | IB  | 17 | 18 | 19 | 20 | IIA  |
| Austrálie      | Ne | Ne | Ne | Ne | Ne | Ne | Ne | Ne | 21 | 21 | 20 | 24 | 23 | Ne  | 21 | 20 | 18 | 19 | IB   |
| Lotyšsko       | Ne | Ne | Ne | Ne | Ne | Ne | Ne | Ne | Ne | Ne | Ne | Ne | Ne | IIB | 23 | 21 | 24 | 23 | IIA  |
| Rumunsko       | Ne | Ne | Ne | Ne | Ne | Ne | Ne | Ne | 22 | 24 | Ne | Ne | Ne | Ne  | Ne | Ne | Ne | 32 | IIB  |
| Mexiko         | Ne | Ne | Ne | Ne | Ne | Ne | Ne | Ne | Ne | 23 | 22 | 27 | 27 | IIB | 25 | 25 | 30 | 30 | IIB  |
| Turecko        | Ne | Ne | Ne | Ne | Ne | Ne | Ne | Ne | Ne | Ne | 25 | 26 | 26 | IIB | 24 | 24 | 26 | 27 | IIA  |
| Island         | Ne | Ne | Ne | Ne | Ne | Ne | Ne | Ne | Ne | Ne | Ne | Ne | Ne | Ne  | 27 | 28 | 28 | 28 | IIB  |
| Belgie         | Ne | Ne | Ne | Ne | Ne | Ne | Ne | Ne | Ne | Ne | Ne | Ne | Ne | Ne  | Ne | 27 | 29 | 29 | IIB  |
| Nový Zéland    | Ne | Ne | Ne | Ne | Ne | Ne | Ne | Ne | Ne | Ne | Ne | Ne | 28 | Ne  | Ne | 29 | 27 | 25 | IIA  |
| Bulharsko      | Ne | Ne | Ne | Ne | Ne | Ne | Ne | Ne | Ne | Ne | Ne | Ne | Ne | Ne  | Ne | 30 | 31 | Ne | IIIA |
| Estonsko       | Ne | Ne | Ne | Ne | Ne | Ne | Ne | Ne | Ne | Ne | Ne | Ne | Ne | Ne  | Ne | 31 | Ne | Ne | Ne   |
| Jižní Afrika   | Ne | Ne | Ne | Ne | Ne | Ne | Ne | Ne | Ne | Ne | Ne | Ne | Ne | Ne  | Ne | Ne | 32 | 31 | IIB  |
| Thajsko        | Ne | Ne | Ne | Ne | Ne | Ne | Ne | Ne | Ne | Ne | Ne | Ne | Ne | Ne  | Ne | Ne | Ne | 33 | IIIA |
| Chorvatsko     | Ne | Ne | Ne | Ne | Ne | Ne | Ne | Ne | Ne | Ne | Ne | Ne | Ne | Ne  | Ne | Ne | Ne | 34 | IIIA |
| Litva          | Ne | Ne | Ne | Ne | Ne | Ne | Ne | Ne | Ne | Ne | Ne | Ne | Ne | Ne  | Ne | Ne | Ne | 35 | IIIA |
| Írán           | Ne | Ne | Ne | Ne | Ne | Ne | Ne | Ne | Ne | Ne | Ne | Ne | Ne | Ne  | Ne | Ne | Ne | Ne | IIIA |

## Ocenění hráček

### Podle ředitelství turnaje
| Rok     | Brankářka            | Obránkyně             | Útočnice               | Nejužitečnější hráčka |
| ------- | -------------------- | --------------------- | ---------------------- | --------------------- |
| MS 2008 | Alyssa Groganová     | Lauriane Rougeauová   | Marie-Philip Poulinová |                       |
| MS 2009 | Alex Rigsbyová       | Alev Kelterová        | Amanda Kesselová       |                       |
| MS 2010 | Alex Rigsbyová       | Brigette Lacquetteová | Kendall Coyneová       | Jessica Campbellová   |
| MS 2011 | Isabella Portnojová  | Milica McMillenová    | Alexandra Carpenterová |                       |
| MS 2012 | Franzisca Alblová    | Erin Ambroseová       | Alexandra Carpenterová |                       |
| MS 2013 | Minatsu Muraseová    | Halli Krzyzaniaková   | Katherine Shipperová   |                       |
| MS 2014 | Klára Peslarová      | Jincy Dunneová        | Taylor Cianfaranoová   |                       |
| MS 2015 | Valeria Tarakanovová | Jincy Dunneová        | Sarah Potomaková       |                       |
| MS 2016 | Emma Söderbergová    | Cayla Barnesová       | Alina Müllerová        |                       |
| MS 2017 | Jenna Silvonenová    | Cayla Barnesová       | Grace Zumwinkleová     |                       |
| MS 2018 | Anna Amholtová       | Gracie Ostertagová    | Taylor Heiseová        |                       |
| MS 2019 | Saskia Maurerová     | Alexie Guayová        | Elisa Holopainenová    |                       |
| MS 2020 | Anna Alpatovová      | Nelli Laitinenová     | Kristi Šaškinová       |                       |
| MS 2022 | Emilia Kyrkköová     | Tuva Kandellová       | Laila Edwardsová       |                       |
| MS 2023 | Felicia Franková     | Mira Jungåkerová      | Nela Lopušanová        |                       |
| MS 2024 | Aneta Šenková        | Chloe Primeranová     | Adéla Šapovalivová     |                       |
| MS 2025 | Daniela Nováková     | Chloe Primeranová     | Anabella Fanaleová     |                       |

### Podle médií
| Rok     | All stars            | All stars                             | All stars                                                   | Nejužitečnější hráčka |
| Rok     | Brankářka            | Obránkyně                             | Útočnice                                                    | Nejužitečnější hráčka |
| ------- | -------------------- | ------------------------------------- | ----------------------------------------------------------- | --------------------- |
| MS 2015 | Valeria Tarakanovová | Jincy Dunneová, Micah Hartová         | Fanuza Kadirovová, Sarah Potomaková, Melissa Samoskevichová | Sarah Potomaková      |
| MS 2016 | Emma Söderbergová    | Cayla Barnesová, Jessica Adolfssonová | Fanuza Kadirovová, Ashton Bellová, Alina Müllerová          | Valeria Tarakanovová  |
| MS 2018 | Anna Amholtová       | Maja Nylén Perssonová, Alexie Guayová | Taylor Heiseová, Ilona Markovová, Markenna Websterová       | Taylor Heiseová       |
| MS 2019 | Saskia Maurerová     | Alexie Guayová, Nelli Laitinenová     | Elisa Holopainenová, Katy Knollová, Ilona Markovová         | Raygan Kirková        |
| MS 2020 | Anna Alpatovová      | Sanni Rantalaová, Kendall Cooperová   | Lacey Edenová, Laura Zimmermannová, Jenna Buglioniová       | Kristi Šaškinová      |
| MS 2022 | Emilia Kyrkköová     | Sydney Morrowová, Sara Swiderskiová   | Adéla Šapovalivová, Laila Edwardsová, Sanni Vanhanenová     | Laila Edwardsová      |
| MS 2023 | Felicia Franková     | Mira Jungåkerová, Molly Jordanová     | Nela Lopušanová, Paulina Salonenová, Caitlin Kraemerová     | Nela Lopušanová       |
| MS 2024 | Aneta Šenková        | Chloe Primeranová, Tuuli Tallinenová  | Adéla Šapovalivová, Emma Ekoluomová, Josie St. Martinová    | Chloe Primeranová     |
| MS 2025 | Morgan Stickneyová   | Chloe Primeranová, Megan Healyová     | Nela Lopušanová, Stryker Zablockiová, Anabella Fanaleová    | Nela Lopušanová       |

## Statistiky hráček

### Produktivita
| Rok     | Nejproduktivnější hráčka | Body | Branky | Nahrávky | Nejlepší střelkyně                                                         | Branky | Nejlepší nahrávačka                                                     | Nahrávky |
| ------- | ------------------------ | ---- | ------ | -------- | -------------------------------------------------------------------------- | ------ | ----------------------------------------------------------------------- | -------- |
| MS 2008 | Marie-Philip Poulinová   | 14   | 8      | 6        | Marie-Philip Poulinová                                                     | 8      | Camille Dumaisová                                                       | 9        |
| MS 2009 | Amanda Kesselová         | 19   | 6      | 13       | Kendall Coyneová, Brianna Deckerová                                        | 8      | Amanda Kesselová                                                        | 13       |
| MS 2010 | Jessica Campbellová      | 15   | 7      | 8        | Kendall Coyneová                                                           | 10     | Brigette Lacquetteová                                                   | 11       |
| MS 2011 | Alexandra Carpenterová   | 10   | 6      | 4        | Alexandra Carpenterová, Layla Marvinová                                    | 6      | Amanda Pelkeyová, Meghan Dufaultová                                     | 6        |
| MS 2012 | Haley Skarupaová         | 11   | 11     | 0        | Haley Skarupaová                                                           | 11     | Maryanne Kennedy-Menefeeová                                             | 7        |
| MS 2013 | Katherine Shipperová     | 13   | 5      | 8        | Anna Šochinová                                                             | 6      | Katherine Shipperová                                                    | 8        |
| MS 2014 | Sarah Potomaková         | 9    | 5      | 4        | Taylar Cianfaranoová                                                       | 6      | Haruka Tokoová                                                          | 6        |
| MS 2015 | Sarah Potomaková         | 9    | 5      | 4        | Melissa Samoskevichová                                                     | 6      | Rebeca Gilmoreová                                                       | 7        |
| MS 2016 | Alina Müllerová          | 9    | 7      | 2        | Alina Müllerová                                                            | 7      | Rahel Enzlerová, Jessica Adolfssonová, Cayla Barnesová, Taylor Wenteová | 6        |
| MS 2017 | Lisa Rüediová            | 6    | 5      | 1        | Lisa Rüediová                                                              | 5      | Clair Degeorgeová                                                       | 5        |
| MS 2018 | Lisa Rüediová            | 11   | 6      | 5        | Lisa Rüediová                                                              | 6      | Makenna Websterová                                                      | 7        |
| MS 2019 | Elisa Holopainenová      | 8    | 5      | 3        | Elisa Holopainenová, Natálie Mlýnková                                      | 5      | Kristýna Kaltounková                                                    | 6        |
| MS 2020 | Kristi Šaškinová         | 8    | 4      | 4        | Kristi Šaškinová, Hana Haasová, Laura Zimmermannová, Kristina Glucharevová | 4      | Polina Lučnikovová                                                      | 6        |
| MS 2022 | Tereza Plosová           | 10   | 3      | 7        | Laila Edwardsová, Tereza Pištěková                                         | 4      | Tereza Plosová, Sydney Morrowová                                        | 7        |
| MS 2023 | Nela Lopušanová          | 12   | 9      | 3        | Caitlin Kraemerová                                                         | 10     | Ema Tóthová                                                             | 6        |
| MS 2024 | Chloe Primeranová        | 16   | 8      | 8        | Caitlin Kraemerová                                                         | 10     | Ebba Hedqvistová                                                        | 9        |
| MS 2025 | Stryker Zablockiová      | 12   | 8      | 4        | Stryker Zablockiová                                                        | 8      | Sara Mannessová                                                         | 7        |

### Brankářky
| Rok     | Nejúspěšnější brankářka | Zápasy | Minuty | Střely | Góly | Zásahy | Úspěšnost | Gólů na zápas | Čisté konta |
| ------- | ----------------------- | ------ | ------ | ------ | ---- | ------ | --------- | ------------- | ----------- |
| MS 2008 | Alyssa Groganová        | 5      | 240:17 | 57     | 4    | 53     | 92,98     | 1,00          | 1           |
| MS 2009 | Alex Rigsbyová          | 3      | 186:47 | 76     | 4    | 72     | 94,74     | 1,28          | 1           |
| MS 2010 | Carmen MacDonaldová     | 4      | 213:02 | 76     | 4    | 72     | 94,74     | 1,13          | 2           |
| MS 2011 | Amanda Makelová         | 2      | 120:00 | 37     | 2    | 35     | 94,59     | 1,00          | 0           |
| MS 2012 | Elaine Chuliová         | 2      | 120:00 | 24     | 0    | 24     | 100,00    | 0,00          | 2           |
| MS 2013 | Kimberly Newellová      | 3      | 180:11 | 75     | 3    | 72     | 96,00     | 1,00          | 1           |
| MS 2014 | Shea Tileyová           | 3      | 183:09 | 73     | 1    | 72     | 98,63     | 0,33          | 2           |
| MS 2015 | Andrea Brändliová       | 5      | 310:00 | 158    | 8    | 150    | 94,94     | 1,55          | 1           |
| MS 2016 | Alex Gulsteneová        | 3      | 181:47 | 66     | 3    | 63     | 95,45     | 0,99          | 1           |
| MS 2017 | Jenna Silvonenová       | 4      | 240:00 | 99     | 3    | 96     | 96,97     | 0,75          | 2           |
| MS 2018 | Sanni Aholaová          | 5      | 299:07 | 127    | 9    | 118    | 92,91     | 1,81          | 0           |
| MS 2019 | Saskia Maurerová        | 5      | 308:58 | 154    | 8    | 146    | 94,81     | 1,55          | 1           |
| MS 2020 | Viktorie Švejdová       | 3      | 151:46 | 75     | 2    | 73     | 97,33     | 0,79          | 0           |
| MS 2022 | Emilia Kyrkköová        | 4      | 238:44 | 145    | 6    | 139    | 95,86     | 1,51          | 2           |
| MS 2023 | Hannah Clarková         | 4      | 247:32 | 103    | 5    | 98     | 95,15     | 1,21          | 1           |
| MS 2024 | Rhyah Stewartová        | 4      | 192:00 | 40     | 2    | 38     | 95,00     | 0,63          | 1           |
| MS 2025 | Morgan Stickneyová      | 6      | 359:52 | 97     | 4    | 93     | 95,70     | 0,67          | 3           |